# Massimiliano Benassi
Massimiliano Benassi (Trivigliano, 11 novembre 1981) è un ex calciatore italiano, di ruolo portiere, preparatore dei portieri della Fiorentina.

## Carriera

### Giocatore

#### Inizi
Dopo aver giocato in Serie C1, Serie C2 e in Serie D con le maglie di Siena, Sangimignano, Poggibonsi, Sansovino e Juve Stabia, mantenendo in diverse stagioni una media inferiore a una rete subita a partita, nell'annata 2007-2008 ottiene la promozione in Serie B con la maglia del Sassuolo. Con il Sassuolo disputa 23 incontri di campionato subendo 22 reti. Si trasferisce quindi al Perugia in Prima Divisione, con la quale gioca fino al 2010. A Perugia gioca 66 partite in due stagioni subendo 64 gol.

#### Lecce
Si svincola quindi dalla squadra umbra che non si iscrive al campionato successivo ed è costretta a ripartire dalla Serie D, e viene ingaggiato dal Lecce, neopromosso in Serie A, con il quale firma un contratto annuale.
Nel campionato 2010-2011 svolge il ruolo di secondo portiere, sostituto del titolare Antonio Rosati. Esordisce con la maglia giallorossa il 27 ottobre 2010 nella partita di Coppa Italia contro il Siena, sua ex squadra: la sfida finisce sul 3-2 per i salentini. Debutta in Serie A all'ultima giornata, il 22 maggio 2011 in Lecce-Lazio (2-4), partita nella quale viene espulso.
Il 29 giugno 2011 rinnova con il Lecce per un altro anno. Con l'infortunio del portiere titolare Júlio Sérgio, Benassi esordisce il 16 ottobre 2011 nel campionato 2011-12 alla settima giornata, nella partita contro il Genoa (0-0).
Con il passare delle giornate, complice anche l'infortunio al collega di reparto, conquista il posto da titolare.  Il 10 febbraio 2012 rinnova il contratto con il Lecce fino al 2015.
Nella prima gara dei salentini nella stagione 2012-2013 contro la Cremonese, terminata 3-2 per il Lecce, Benassi para un rigore a Le Noci. Il 23 settembre 2012 indossa per la prima volta la fascia di capitano del Lecce. La stagione dei salentini si conclude con la sconfitta in finale play-off contro il Carpi.

#### I prestiti: Reggina, Juve Stabia e Arezzo
Il 13 agosto 2013 firma con la Reggina in Serie B. Dopo una parentesi non-entusiasmante con gli amaranto, l'8 gennaio 2014 Benassi si trasferisce in prestito alla Juve Stabia.
La stagione 2013-2014 è stata molto negativa per il portiere, poiché ha vestito le maglie di due squadre entrambe retrocesse. Il 5 settembre si trasferisce in prestito all'Arezzo, che usufruiva del prolungamento del calciomercato in seguito al ripescaggio in Lega Pro.

#### Il ritorno a Lecce e di nuovo Arezzo
A fine stagione, al termine del prestito con la società toscana, fa ritorno al Lecce. Torna tra i pali dei giallorossi il 2 agosto nel primo turno di Coppa Italia contro il Catanzaro, gara vinta dal Lecce 3-2 ai calci di rigore. Esordisce in Lega Pro nella stagione 2015-2016, nella prima gara del 6 settembre persa in casa 3-1 contro la Fidelis Andria. A partire dalla seconda giornata, perde la maglia da titolare in favore del collega Filippo Perucchini.
L'8 luglio 2016 viene ceduto, nuovamente a titolo temporaneo, all'Arezzo.

#### Casertana
Il 7 luglio 2017 passa, a titolo definitivo, alla Casertana. L'8 gennaio 2018, dopo cinque presenze totali, rescinde con i Falchetti.

### Allenatore
Il 1º agosto 2019, dopo aver conseguito il patentino da preparatore dei portieri, viene assunto con questo incarico dall'Arezzo, venendo inserito nei ranghi della formazione Berretti.

## Calcioscommesse
Il 10 luglio 2013 viene deferito dal procuratore federale Stefano Palazzi per illecito sportivo in riguardo al quarto filone dell'inchiesta di Cremona in relazione alla partita Lecce-Lazio del 22 maggio 2011.
Il 24 luglio Palazzi chiede per Benassi una squalifica di 3 anni e 6 mesi. Amareggiato e commosso, davanti ai giudici ha dichiarato: "Quel giorno doveva essere il più bello della mia vita, l'esordio in Serie A e mio figlio a festeggiare in campo con me alla fine, ma è diventato un incubo. Confido in voi e spero capirete la mia situazione. Voglio tornare a fare il calciatore".
Il 2 agosto viene assolto in primo grado e, successivamente, anche in secondo grado il 17 agosto.
Il 9 febbraio 2015 la procura di Cremona termina le indagini e formula per lui e altri indagati le accuse di associazione a delinquere e frode sportiva.
Il 13 agosto seguente il procuratore federale Stefano Palazzi firma una sorta di deferimento bis per alcuni degli incolpati per le due partite Lazio-Genoa del 14 maggio 2011 e Lecce-Lazio del 22 maggio dello stesso anno secondo un "ricorso per revocazione" in base all'articolo 39 del Codice di Giustizia Sportiva che consente di tornare su situazioni già giudicate in presenza di elementi nuovi e cioè in questo caso l'interrogatorio di Ilievsky del 27 aprile 2015; per Benassi chiede 3 anni e 6 mesi di squalifica.
Il 30 settembre seguente la Corte Federale d'Appello della FIGC giudica però inammissibile il ricorso di Palazzi e conferma le sanzioni irrogate dalla Corte di Giustizia Federale il 17 agosto 2013.

## Statistiche

### Presenze e reti nei club
| Stagione           | Squadra            | Campionato         | Campionato | Campionato | Coppe nazionali | Coppe nazionali | Coppe nazionali | Coppe continentali | Coppe continentali | Coppe continentali | Altre coppe | Altre coppe | Altre coppe | Totale | Totale |
| Stagione           | Squadra            | Comp               | Pres       | Reti       | Comp            | Pres            | Reti            | Comp               | Pres               | Reti               | Comp        | Pres        | Reti        | Pres   | Reti   |
| ------------------ | ------------------ | ------------------ | ---------- | ---------- | --------------- | --------------- | --------------- | ------------------ | ------------------ | ------------------ | ----------- | ----------- | ----------- | ------ | ------ |
| 1999-2000          | Sangimignano       | CND                | 12         | -5         | CI-D            | 0               | 0               | -                  | -                  | -                  | -           | -           | -           | 12     | -5     |
| 2000-2001          | Poggibonsi         | D                  | 28         | -11        | CI-D            | 0               | 0               | -                  | -                  | -                  | -           | -           | -           | 28     | -11    |
| 2001-2002          | Poggibonsi         | C2                 | 7          | -8         | CI-C            | 2               | -2              | -                  | -                  | -                  | -           | -           | -           | 9      | -10    |
| 2002-2003          | Poggibonsi         | C2                 | 29         | -29        | CI-C            | 3               | -4              | -                  | -                  | -                  | -           | -           | -           | 32     | -33    |
| Totale Poggibonsi  | Totale Poggibonsi  | Totale Poggibonsi  | 64         | -48        |                 | 5               | -6              |                    | -                  | -                  |             | -           | -           | 69     | -54    |
| 2003-2004          | Sansovino          | C2                 | 33         | -30        | CI-C            | 2               | -4              | -                  | -                  | -                  | -           | -           | -           | 35     | -34    |
| 2004-2005          | Sansovino          | C2                 | 34         | -32        | CI-C            | 3               | -3              | -                  | -                  | -                  | -           | -           | -           | 37     | -35    |
| 2005-2006          | Sansovino          | C2                 | 34+2       | -25 + -0   | CI-C            | 3               | -3              | -                  | -                  | -                  | -           | -           | -           | 39     | -28    |
| Totale Sansovino   | Totale Sansovino   | Totale Sansovino   | 101+2      | -87        |                 | 8               | -10             |                    | -                  | -                  |             | -           | -           | 111    | -97    |
| 2006-2007          | Juve Stabia        | C1                 | 32         | -26        | CI-C            | 0               | 0               | -                  | -                  | -                  | -           | -           | -           | 32     | -26    |
| 2007-2008          | Sassuolo           | C1                 | 23         | -22        | CI-C            | 2               | -1              | -                  | -                  | -                  | -           | -           | -           | 25     | -23    |
| 2008-2009          | Perugia            | 1D                 | 34         | -30        | CI+CI-LP        | 2+1             | -3 + -0         | -                  | -                  | -                  | -           | -           | -           | 37     | -33    |
| 2009-2010          | Perugia            | 1D                 | 32         | -34        | CI+CI-LP        | 2+0             | -1              | -                  | -                  | -                  | -           | -           | -           | 34     | -35    |
| Totale Perugia     | Totale Perugia     | Totale Perugia     | 66         | -64        |                 | 5               | -4              |                    | -                  | -                  |             | -           | -           | 71     | -68    |
| 2010-2011          | Lecce              | A                  | 1          | -2         | CI              | 2               | -4              | -                  | -                  | -                  | -           | -           | -           | 3      | -6     |
| 2011-2012          | Lecce              | A                  | 29         | -38        | CI              | 0               | 0               | -                  | -                  | -                  | -           | -           | -           | 29     | -38    |
| 2012-2013          | Lecce              | 1D                 | 31+4       | -34 + -4   | CI+CI-LP        | 2+1             | -5 + -2         | -                  | -                  | -                  | -           | -           | -           | 38     | -45    |
| 2013-gen. 2014     | Reggina            | B                  | 17         | -25        | CI              | 1               | -4              | -                  | -                  | -                  | -           | -           | -           | 18     | -29    |
| gen.-giu. 2014     | Juve Stabia        | B                  | 13         | -24        | CI              | -               | -               | -                  | -                  | -                  | -           | -           | -           | 13     | -24    |
| Totale Juve Stabia | Totale Juve Stabia | Totale Juve Stabia | 45         | -50        |                 | 0               | 0               |                    | -                  | -                  |             | -           | -           | 45     | -50    |
| 2014-2015          | Arezzo             | LP                 | 36         | -32        | CI-D            | -               | -               | -                  | -                  | -                  | -           | -           | -           | 36     | -32    |
| 2015-2016          | Lecce              | LP                 | 1          | -3         | CI+CI-LP        | 2+3             | -4 + -3         | -                  | -                  | -                  | -           | -           | -           | 6      | -10    |
| Totale Lecce       | Totale Lecce       | Totale Lecce       | 62+4       | -77 + -4   |                 | 10              | -18             |                    | -                  | -                  |             | -           | -           | 76     | -99    |
| 2016-2017          | Arezzo             | LP                 | 20         | -24        | CI+CI-LP        | 2+0             | -3 + -0         | -                  | -                  | -                  | -           | -           | -           | 22     | -27    |
| Totale Arezzo      | Totale Arezzo      | Totale Arezzo      | 56         | -56        |                 | 2               | -3              |                    | -                  | -                  |             | -           | -           | 58     | -59    |
| 2017-gen. 2018     | Casertana          | C                  | 3          | -5         | CI+CI-C         | 1+1             | -2 + -1         | -                  | -                  | -                  | -           | -           | -           | 5      | -8     |
| 2019-2020          | Montevarchi        | D                  | 16         | -11        | CI-D            | 0               | 0               | -                  | -                  | -                  | -           | -           | -           | 16     | -11    |
| Totale carriera    | Totale carriera    | Totale carriera    | 465+6      | -450 + -4  |                 | 35              | -49             |                    | -                  | -                  |             | -           | -           | 506    | -503   |

## Palmarès

### Club

#### Competizioni nazionali
- Serie D: 1

Poggibonsi: 2000-2001
- Campionato italiano Serie C1: 1

Sassuolo: 2007-2008
- Supercoppa di Serie C1: 1

Sassuolo: 2008